# شهرستان پاسکو (فلوریدا)
شهرستان پاسکو، فلوریدا (به انگلیسی: Pasco County, Florida) یک عوارض جغرافیایی و county of Florida در ایالات متحده آمریکا است که در فلوریدا واقع شده‌است.
مطابق سرشماری رسمی سال ۲۰۱۰، جمعیت این شهرستان ۴۶۴۶۹۷ نفر می‌باشد.
بزرگترین شهر آن نیو پورت ریکی (به انگلیسی: New Port Richey) می‌باشد. اسم این شهرستان بعد از ساموئل پاسکو انتخاب شده است. این شهرستان شامل پارک‌های متعدد و مسیرهای متعددی در کنار رودخانه و خلیج مکزیک می‌باشد. غرب پاسکو شامل مناطقی برای بازنشستگان، ماهیگیری تجاری، و حومه تامپا (به انگلیسی: تمپا، فلوریدا)می‌باشد. شرق پاسکو از جنگل‌ها و زمین‌های کشاورزی به حومه شهرها تبدیل شده است. بزرگراه ساحل خورشید (به انگلیسی: Suncoast) و ۲۷۵ هر دو از میان پاسکو عبور می‌کنند.

## خصوصیات
شهرستان پاسکو ۲٬۲۴۸٫۱۲ کیلومترمربع مساحت دارد.